# Lista de singles número um na Billboard Hot 100 em 2019
A seguir se segue a lista dos singles que alcançaram a primeira posição da Billboard Hot 100 em 2019. A Hot 100 é uma tabela musical norte-americana publicada semanalmente pela revista Billboard. Os dados usados para cada publicação são recolhidos pelos serviços Nielsen SoundScan com base em vendas físicas e digitais de cada canção, popularidade nas principais estações de rádio do país, streaming nos serviços online e número de transmissões do respectivo vídeo musical no YouTube. Plataformas mantidas por anúncios como o YouTube reflectem menos nos cálculos do que serviços mantidos por assinaturas pagas, como o Spotify e Apple Music. Em 2019, quinze canções alcançaram o topo da tabela musical pela primeira vez. 
Nove artistas conseguiram posicionar um tema na primeira posição da Hot 100 pela primeira vez, quer como artistas principais ou convidados. Eles são: o actor Bradley Cooper, o grupo Jonas Brothers, Lil Nas X, Billy Ray Cyrus, Billie Eilish, Shawn Mendes, Lizzo, Lewis Capaldi, e Selena Gomez; Halsey e Swae Lee conseguiram os seus primeiros números um em uma canção no qual são creditados como artistas principais. "Bad Guy" fez de Eilish a primeira artista nascida no século XXI a conseguir alcançar a liderança da tabela, bem como a mais jovem desde Lorde em 2013.

## Histórico
| Data            | Canção                            | Artista(s)                    | Ref.   |
| --------------- | --------------------------------- | ----------------------------- | ------ |
| 5 de Janeiro    | "Thank U, Next"                   | Ariana Grande                 | [ 4 ]  |
| 12 de Janeiro   | "Without Me"                      | Halsey                        | [ 5 ]  |
| 19 de Janeiro   | "Sunflower"                       | Post Malone e Swae Lee        | [ 6 ]  |
| 26 de Janeiro   | "Without Me"                      | Halsey                        | [ 7 ]  |
| 2 de Fevereiro  | "7 Rings"                         | Ariana Grande                 | [ 8 ]  |
| 9 de Fevereiro  | "7 Rings"                         | Ariana Grande                 | [ 9 ]  |
| 16 de Fevereiro | "7 Rings"                         | Ariana Grande                 | [ 10 ] |
| 23 de Fevereiro | "7 Rings"                         | Ariana Grande                 | [ 11 ] |
| 2 de Março      | "7 Rings"                         | Ariana Grande                 | [ 12 ] |
| 9 de Março      | "Shallow"                         | Lady Gaga e Bradley Cooper    | [ 13 ] |
| 16 de Março     | "Sucker"                          | Jonas Brothers                | [ 14 ] |
| 23 de Março     | "7 Rings"                         | Ariana Grande                 | [ 15 ] |
| 30 de Março     | "7 Rings"                         | Ariana Grande                 | [ 16 ] |
| 6 de Abril      | "7 Rings"                         | Ariana Grande                 | [ 17 ] |
| 13 de Abril     | "Old Town Road"                   | Lil Nas X                     | [ 18 ] |
| 20 de Abril     | "Old Town Road"                   | Lil Nas X e Billy Ray Cyrus   | [ 19 ] |
| 27 de Abril     | "Old Town Road"                   | Lil Nas X e Billy Ray Cyrus   | [ 20 ] |
| 4 de Maio       | "Old Town Road"                   | Lil Nas X e Billy Ray Cyrus   | [ 21 ] |
| 11 de Maio      | "Old Town Road"                   | Lil Nas X e Billy Ray Cyrus   | [ 22 ] |
| 18 de Maio      | "Old Town Road"                   | Lil Nas X e Billy Ray Cyrus   | [ 23 ] |
| 25 de Maio      | "Old Town Road"                   | Lil Nas X e Billy Ray Cyrus   | [ 24 ] |
| 1 de Junho      | "Old Town Road"                   | Lil Nas X e Billy Ray Cyrus   | [ 25 ] |
| 8 de Junho      | "Old Town Road"                   | Lil Nas X e Billy Ray Cyrus   | [ 26 ] |
| 15 de Junho     | "Old Town Road"                   | Lil Nas X e Billy Ray Cyrus   | [ 27 ] |
| 22 de Junho     | "Old Town Road"                   | Lil Nas X e Billy Ray Cyrus   | [ 28 ] |
| 29 de Junho     | "Old Town Road"                   | Lil Nas X e Billy Ray Cyrus   | [ 29 ] |
| 6 de Julho      | "Old Town Road"                   | Lil Nas X e Billy Ray Cyrus   | [ 30 ] |
| 13 de Julho     | "Old Town Road"                   | Lil Nas X e Billy Ray Cyrus   | [ 31 ] |
| 20 de Julho     | "Old Town Road"                   | Lil Nas X e Billy Ray Cyrus   | [ 32 ] |
| 27 de Julho     | "Old Town Road"                   | Lil Nas X e Billy Ray Cyrus   | [ 33 ] |
| 3 de Agosto     | "Old Town Road"                   | Lil Nas X e Billy Ray Cyrus   | [ 34 ] |
| 10 de Agosto    | "Old Town Road"                   | Lil Nas X e Billy Ray Cyrus   | [ 35 ] |
| 17 de Agosto    | "Old Town Road"                   | Lil Nas X e Billy Ray Cyrus   | [ 36 ] |
| 24 de Agosto    | "Bad Guy"                         | Billie Eilish                 | [ 37 ] |
| 31 de Agosto    | "Señorita"                        | Shawn Mendes e Camila Cabello | [ 38 ] |
| 7 de Setembro   | "Truth Hurts"                     | Lizzo                         | [ 39 ] |
| 14 de Setembro  | "Truth Hurts"                     | Lizzo                         | [ 40 ] |
| 21 de Setembro  | "Truth Hurts"                     | Lizzo                         | [ 41 ] |
| 28 de Setembro  | "Truth Hurts"                     | Lizzo                         | [ 42 ] |
| 5 de Outubro    | "Truth Hurts"                     | Lizzo                         | [ 43 ] |
| 12 de Outubro   | "Truth Hurts"                     | Lizzo                         | [ 44 ] |
| 19 de Outubro   | "Highest in the Room"             | Travis Scott                  | [ 45 ] |
| 26 de Outubro   | "Truth Hurts"                     | Lizzo                         | [ 46 ] |
| 2 de Novembro   | "Someone You Loved"               | Lewis Capaldi                 | [ 47 ] |
| 9 de Novembro   | "Lose You to Love Me"             | Selena Gomez                  | [ 48 ] |
| 16 de novembro  | "Someone You Loved"               | Lewis Capaldi                 | [ 49 ] |
| 23 de Novembro  | "Someone You Loved"               | Lewis Capaldi                 | [ 50 ] |
| 30 de Novembro  | "Circles"                         | Post Malone                   | [ 51 ] |
| 7 de Dezembro   | "Circles"                         | Post Malone                   | [ 52 ] |
| 14 de Dezembro  | "Heartless"                       | The Weeknd                    | [ 53 ] |
| 21 de Dezembro  | "All I Want for Christmas Is You" | Mariah Carey                  | [ 54 ] |
| 28 de Dezembro  | "All I Want for Christmas Is You" | Mariah Carey                  | [ 55 ] |